# Morning Star
Morning Star é um jornal diário britânico de esquerda com foco em questões sociais, políticas e sindicais, e é o maior e mais antigo jornal socialista da Grã-Bretanha. Originalmente fundado em 1930 como Daily Worker pelo Partido Comunista da Grã-Bretanha (PCGB), a propriedade foi transferida do PCGB para uma cooperativa de leitores independentes em 1945. O jornal foi renomeado e reinventado como Morning Star em 1966. O jornal descreve sua postura editorial como alinhada com o Road to Socialism da Grã-Bretanha, o programa do Partido Comunista da Grã-Bretanha.
Durante a Guerra Fria, o jornal foi fundamental para expor vários crimes de guerra e atrocidades, incluindo a publicação de provas de que soldados britânicos estavam decapitando pessoas na Malásia, publicando evidências do uso de armas biológicas pelos EUA durante a Guerra da Coreia, e revelando a existência de valas comuns de civis mortos pelo governo sul-coreano. O Morning Star sobreviveu a inúmeras tentativas de censura, sendo banido por todos os atacadistas britânicos por quase 12 anos, sendo vítima de batidas policiais e processos por difamação por motivos políticos, sendo banido pelo governo do Reino Unido entre 1941-1942, e ameaças do governo britânico de que seus jornalistas fossem julgados por traição e executados. Apesar dessas dificuldades, o jornal durou para se tornar o jornal socialista mais antigo da história britânica.
O jornal imprime contribuições de escritores de uma variedade de perspectivas socialistas, comunistas, social-democratas, verdes e religiosas, com alguns de seus colaboradores famosos, incluindo Jeremy Corbyn, Virginia Woolf, Angela Davis, Len Johnson, Wilfred Burchett, Alan Winnington, Jean Ross e Harry Pollitt. Ao contrário de muitos jornais socialistas, o Morning Star não se concentra na política, excluindo outros tópicos: o jornal também inclui páginas que cobrem resenhas de arte, esportes, jardinagem, culinária e resenhas de livros.